# Ek
För andra betydelser, se Ek (olika betydelser).
Ek (Quercus robur) kallas även skogsek, vanlig ek, sommarek och stjälkek (ekollonen sitter på 2 — 5 cm långa stjälkar). Ek är ett kraftigt lövträd som tillhör familjen bokväxter.   IUCN kategoriserar arten globalt som livskraftig. Ekar kan bli åtminstone tusen år gamla.

## Biologi
Eksläktet kännetecknas av fröet, ollonet, som är nötartat utan vita, men med en läderartad fruktvägg, med basen nedsänkt i en fruktskål (cupula), vilken bildats ur det urholkade blomfästet och täckts med små fjäll.
Ekollon sprids främst av djur, särskilt nötskrikan är känd för att transportera ekollon flera hundra meter och gömma ekollonet i marken för att sedan, ofta tidig vår, återvända och konsumera det. Inte alla ekollon återfinns, och de som gömts i ljusöppna miljöer gror ofta och bildar  nya plantor, ty eken växer bra i öppna miljöer. Även smågnagare och ekorre kan sprida ekollon. De allra flesta ollon som gror skjuter upp nära eken, men dör i regel, ty konkurrensen från annan vegetation är hård. Dessutom är små ekar svårt utsatta för växtätare, alltifrån insekter, smågnagare, och särskilt klövvilt.
Trädets krona är bred, och ofta går grenarna ut från stammen i en nära på rät vinkel. Som hos många andra lövträd varierar dock trädets utseende mycket beroende på omständigheterna — växer eken upp tätt samman med andra träd blir grenarna mer uppåtriktade (mot ljuset), och kronan med tiden liten och högt placerad; stammen blir då mer eller mindre kvistfri.
Ekens blad blir 10 – 12 cm långa och är parflikiga. Vid basen sitter bladöron. Gallsteklar angriper ofta bladen och bildar galler som ofta kan hittas på bladens undersida på hösten.
Eken är ett av Skandinaviens största träd, med stam på upp till 30 meters höjd eller mer, och med en omkrets på upp till runt 3 meter. I södra Europa kan ek nå en höjd på 45 meter. Enstaka träd kan ha betydligt tjockare stammar, över 10 meters omkrets.
Eken växer medelsnabbt (i samma hastighet som bok, lind och ask.) och bär inte frukt förrän vid cirka 40 – 50 års ålder. Vid gynnsamma förhållanden, med näringsrik jord och god tillgång på sol, kan dock eken växa relativt snabbt även i Sverige. På 50 år kan den nå en höjd på 20 – 25 meter  med en stamomkrets på 1 meter. Träd som bara är 6 – 7 cm i brösthöjddiameter kan också under sådana förhållanden producera ollon. Trädet är normalt avverkningsmoget efter cirka 150 år, men kan växa ytterligare i flera hundra år. När trädet börjar närma sig en viss höjd fortsätter det att växa på bredden på stam och grenverk. Vid mycket hög ålder börjar trädet att murkna inifrån och bli ihåligt, till gagn för många smådjur och insekter. Den murkna veden, så kallad mulm, kan uppgå till flera hundra liter på riktigt stora träd. Mer än 500 arter av insekter är direkt beroende av den murkna veden i gamla ekar.[källa behövs] Ihåligheten ger den olägenheten att det blir omöjligt att exakt åldersbestämma riktigt gamla träd med den enkla metoden att räkna årsringar.
Stjälkekens löv faller om hösten, till skillnad från vinterekens, men små individer av båda arterna (upp till några meter höga) behåller ofta de döda bladen på trädet över vintern.

## Habitat
Ek växer i nästan hela Europa. Den kom in till Sverige för över 9 000 år sedan, där den idag är reproducerande.
I Sverige växer ek upp till biologiska norrlandsgränsen, och på enstaka platser som planterad norr därom. Många av de anlagda ekskogarna i Sverige är av mellaneuropeiskt ursprung. Sveriges nordligaste naturliga ekbestånd finns vid Testeboåns nedre lopp i Gästrikland. Påståendet att Dalälven utgör en nordlig gräns för ekens utbredning är felaktigt. Tvärtom skär Dalälven ekens nordgräns i rät vinkel.
I Sverige förekommer även arten bergek (Quercus petraea). Skogsek och bergek förekommer tillsammans, särskilt i sydvästra Sverige, och kan vara svåra att skilja åt, särskilt vintertid då träden saknar blad och ollon. De kan även hybridisera. Arterna har generellt liknande ekologiska krav på sin växtmiljö, och slås därför ofta samman i svenska studier. Båda de svenska ekarterna tillhör ett artkomplex som kallas "white oaks", med många arter på norra halvklotet, i östra Asien och östra Nordamerika.
Flera arter inom eksläktet odlas som park- och trädgårdsväxter – bland annat den nordamerikanska arten rödek (Quercus rubra).

## Ek i kultur och historia

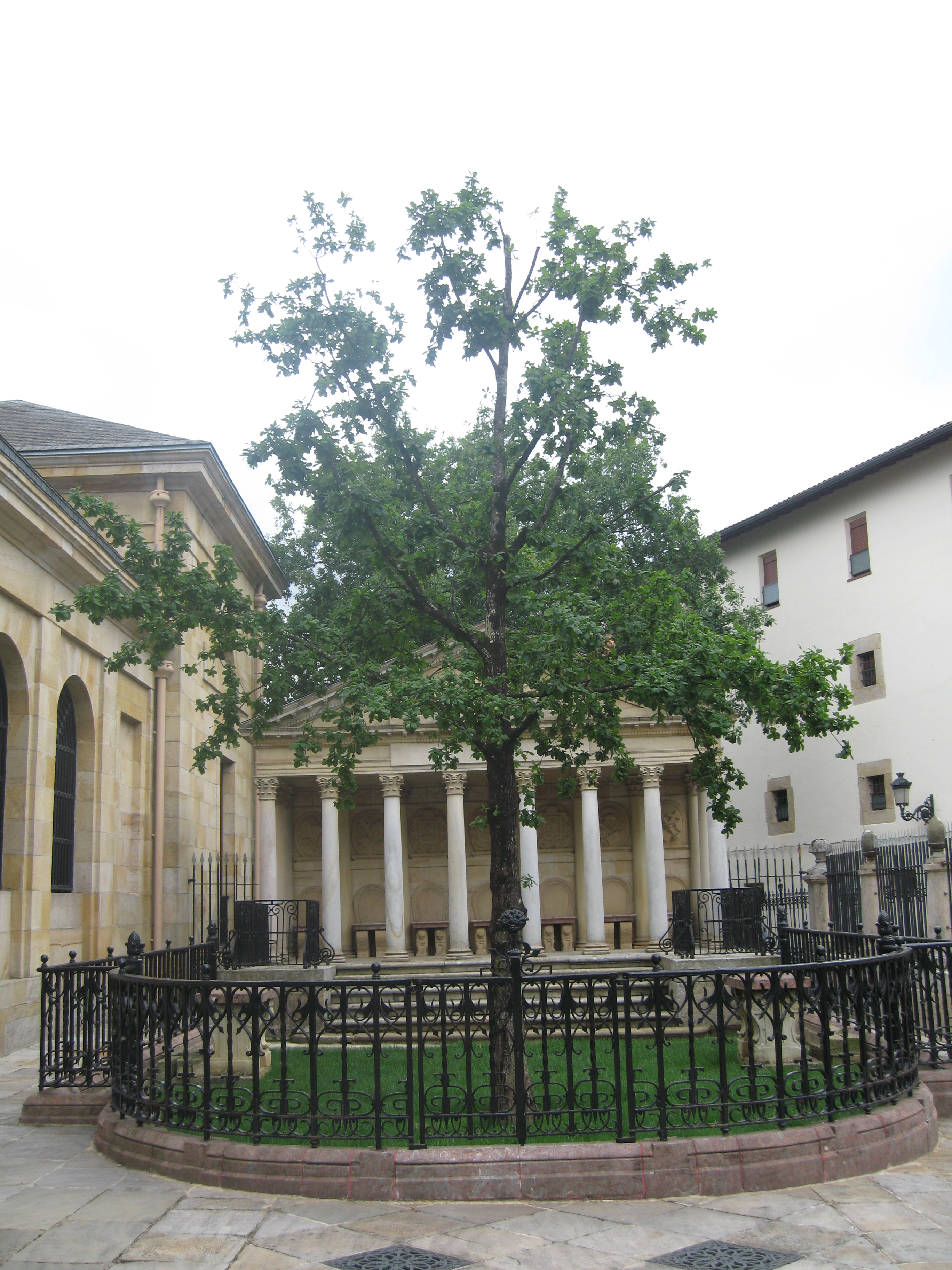
Baskernas heliga träd, Gernikaträdet, är en ek.

Eken är kanske ett av de mest karakteristiska träden, och det som mest tillbetts som heligt under religiösa former i Europa. Namnet på de keltiska läromästarna, druiderna, kommer från det grekiska ordet för ek, Dryas, eftersom det påstods att keltiska druider alltid hade med sig ekblad vid offer och dylikt.
Under flera hundra år tillhörde alla ekar i Sverige kronan som skogsregale, eftersom virket användes till skeppsbyggnad, mest till örlogsfartyg för den svenska flottan. Även Gustav Vasa beordrade plantering av ekar för framtida behov för skeppsbyggnad. Det var belagt med stränga straff för gemene man att hugga ner eller skada ekar. Även plantor hade samma skydd. Det åtgick cirka 2 000 ekar för att bygga ett större skepp, och tillräcklig tillgång och närhet till skeppsvarven blev tidigt ett uppmärksammat problem. Enligt kungligt plakat den 4 augusti 1608 var straffet vid olovlig avverkning första gången 40 daler, andra gången 80 daler och vid tredje gången förlust av livet. Detta är ett av skälen till att så många ekar som är flera hundra år har fått stå orörda i Sverige.
Under 1700- och 1800-talets importerades mycket ek till Sverige från Tyskland (Pommern, Wismar) och Polen. Efter förluster i olika krig försvann möjligheter för import, och Johan Aron af Borneman påbörjade 1819 inventering av Sveriges eget ek-bestånd, som visade sig vara katastrofalt dåligt för kommande skeppsbyggen. Detta ledde fram till odling på Visingsö, och regler över vem som äger ek-träd.
Så sent som 1832 påbörjades en plantage av ekar på Visingsö, med samma ändamål att säkra virkestillgången till framtida krigsfartyg. På Visingsö planterades inom tio år totalt cirka 300 000 ekar, varav en stor del av beståndet finns kvar än i dag. Efterfrågan på de stora mängder virke för skeppsbyggnad upphörde nämligen efter hand, när skeppsvarven började använda järn och senare stål till fartygen fram mot slutet av 1800-talet. Ekplantagen, som i dag upptar en areal på cirka 360 ha, förvaltas av Statens fastighetsverk.
När det i slutet av 1900-talet var dags att avverka några av dessa ekar sägs dåvarande Domänverket ha avlåtit en tjänsteskrivelse till dåvarande Marinförvaltningen med följande besked: Det finns nu mogna master. Vart ska de levereras?
Eklöv har stundom använts som hedersmärke, med hänvisning till ekens ovan nämnda bakgrund som "heligt träd". Till exempel är det vanligt att generalpersoner inom olika försvarsmakter utsmyckas med eklöv. Svenska generaler, oavsett generalsgrad, bär fyra eklöv på fältjackans högra kragspegel.
Eken är en symbol för Swedbank, och det vetenskapliga namnet Quercus robur har gett namn åt Swedbanks fondsystem Robur.
Eken är Blekinges landskapsträd.

## Användning

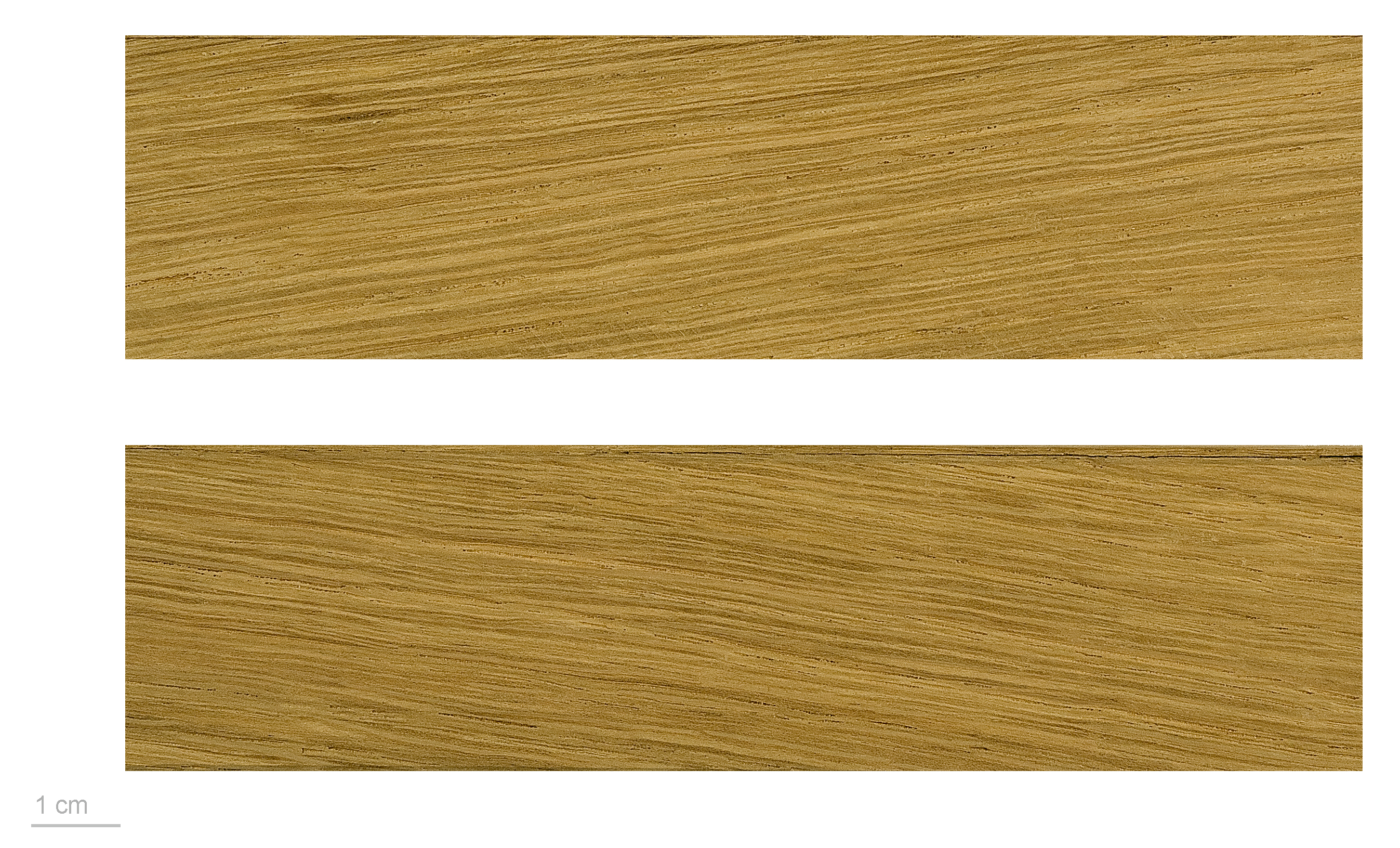
Quercus robur

Ek är ett mycket hårt, tätt och starkt träslag, och det allra bästa virket för exempelvis spanten till träbåtar. I motsats till de flesta barrträd (t.ex. gran i Sverige) så blir ekens ved hårdare ju fortare trädet växer, vilket beror på att sommarveden är tätare än vårveden i årsringen.
Inom möbeltillverkning och golvindustrin är ek ett mycket eftertraktat material på grund av virkets hårdhet. Eftersom det är dyrare än flera andra inhemska lövträd, limmas ofta ekfaner på en stomme av billigare träslag. Ek lämpar sig däremot dåligt för tillverkning av pappersmassa, delvis på grund av de mycket stora kärlcellerna.
Ek, Quercus robur, är tillsammans med bergek, Quercus petraea de två trädarter som i vinsammanhang går under beteckningen fransk ek, och som används för tillverkning av vintunnor, som ger fatkaraktär åt vinerna.

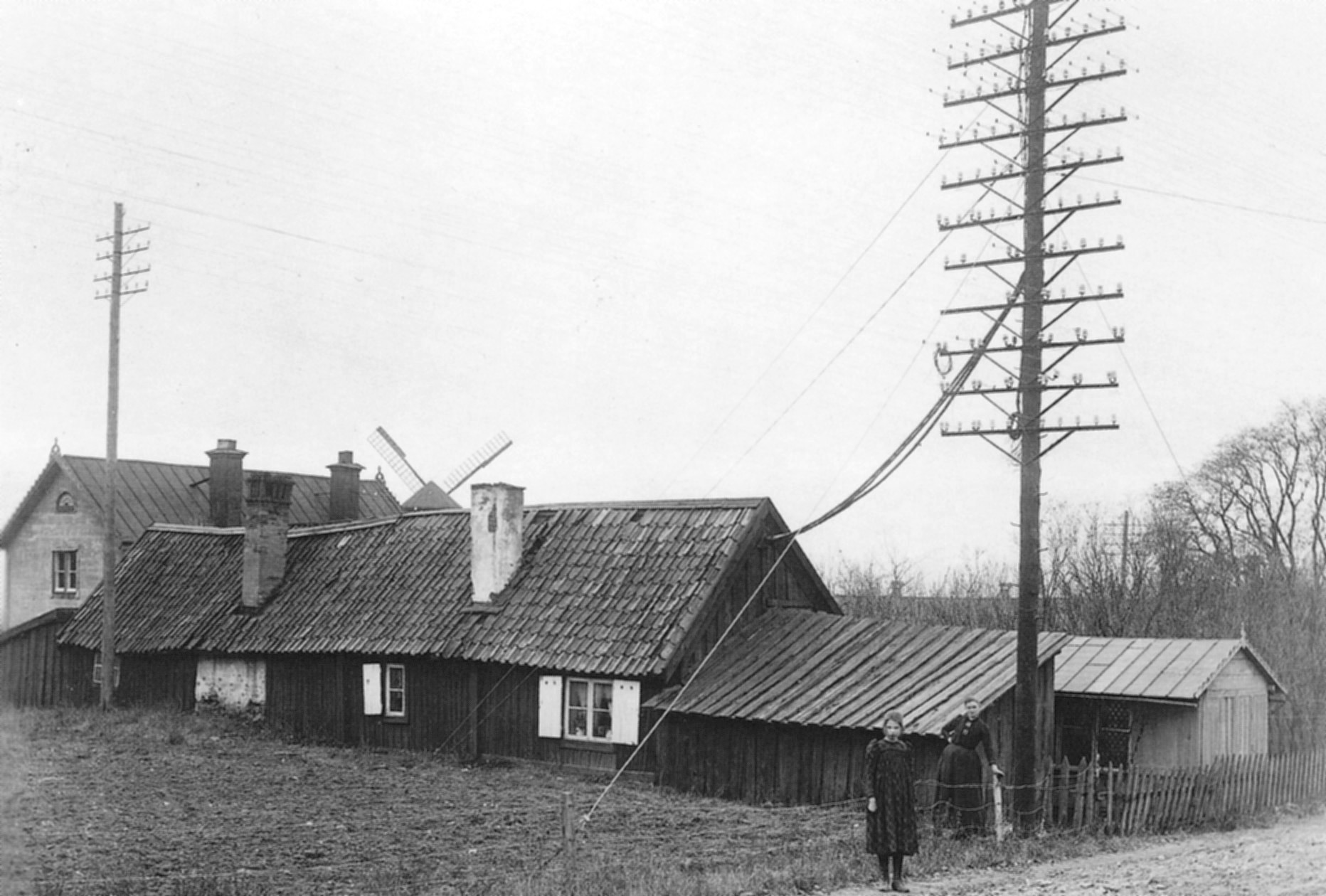
Stolpe med blanktråd 1890 – här svarvad, hög och helt rak; troligen furu.

På den tiden det i Sverige fanns många blanktrådstråk i telefonnätet använde man i Skåne ekstammar från ej särskilt gamla träd till telefonstolpar. De var därför ganska låga. Alltid mycket krokiga.

## Gamla ekbestånd
I många delar av Europa har gamla ekbestånd försvunnit, men i Sverige finns det flera större eklandskap med gamla ekar, som oftast står i betesmarker. Eklandskap med höga naturvärden finns främst i Västmanland, Östergötland, Kalmar län och Blekinge. De gamla ekbestånden finns främst i herrgårdsmiljöer. Vissa av dem är naturreservat. Ekskogen på Visingsö tillhör det enskilt största sammanhängande beståndet i Sverige med sina ca 360 hektar och började planteras redan på 1600-talet. Ekarna inom Kungliga nationalstadsparken på Norra Djurgården i Stockholm är ett annat område, som anses ha ett av norra Europas rikaste bestånd av mycket gamla och välväxta ekar.

## Kända ekar

### Danmark
- Kongeegen växer i Jægerspris Nordskov nära Jægerspris på Själland. Eken är omkring 1.500–2.000 år gammal och anses vara den äldsta levande eken i norra Europa. Kongeegen växer i samma skog som Snoegen och Storkeegen.

### Estland

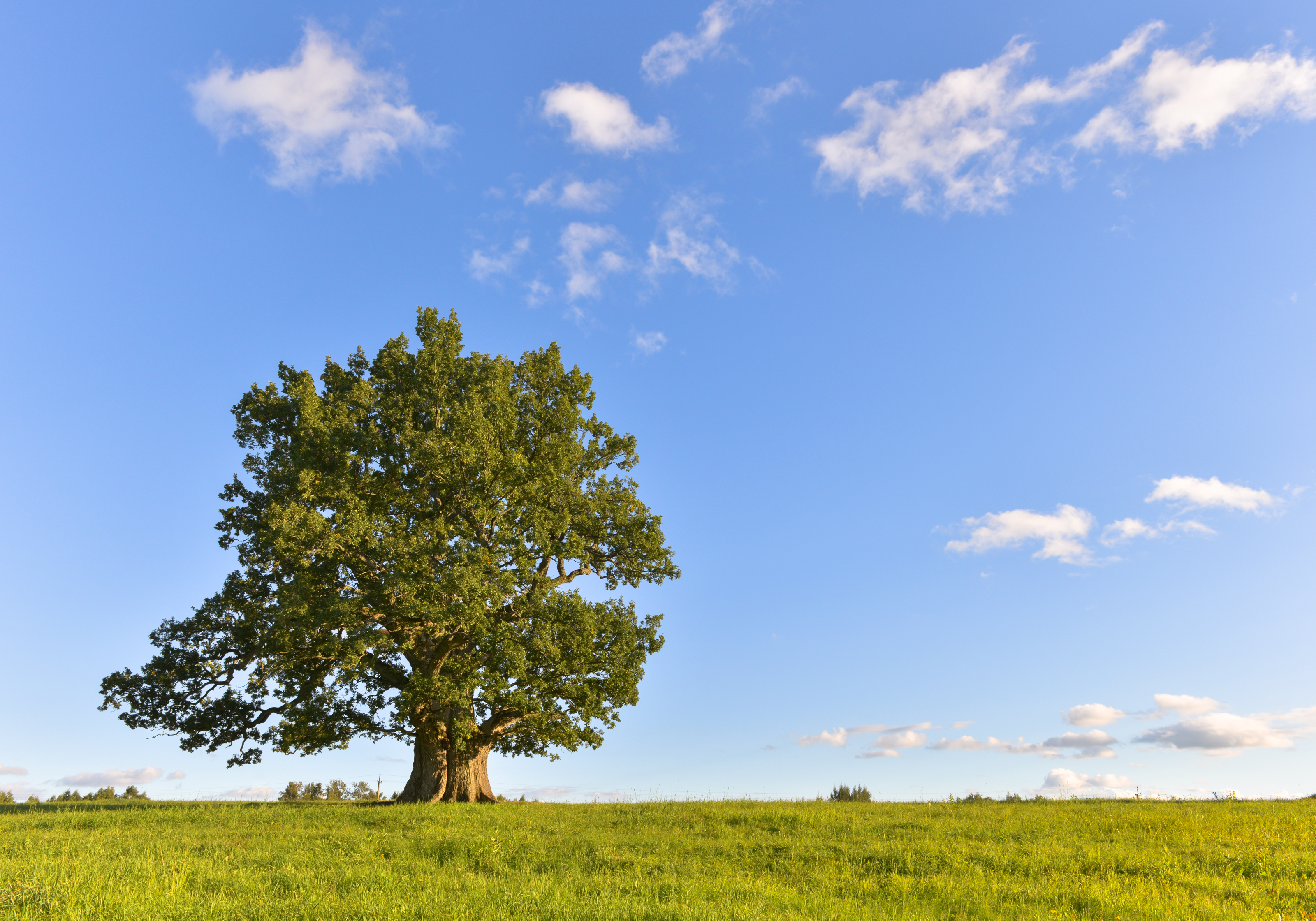
Tamme-Lauri ek.

- Tamme-Lauri ek är Estlands äldsta träd. Den fanns på den estniska tiokronorssedeln.[23]

### Sverige

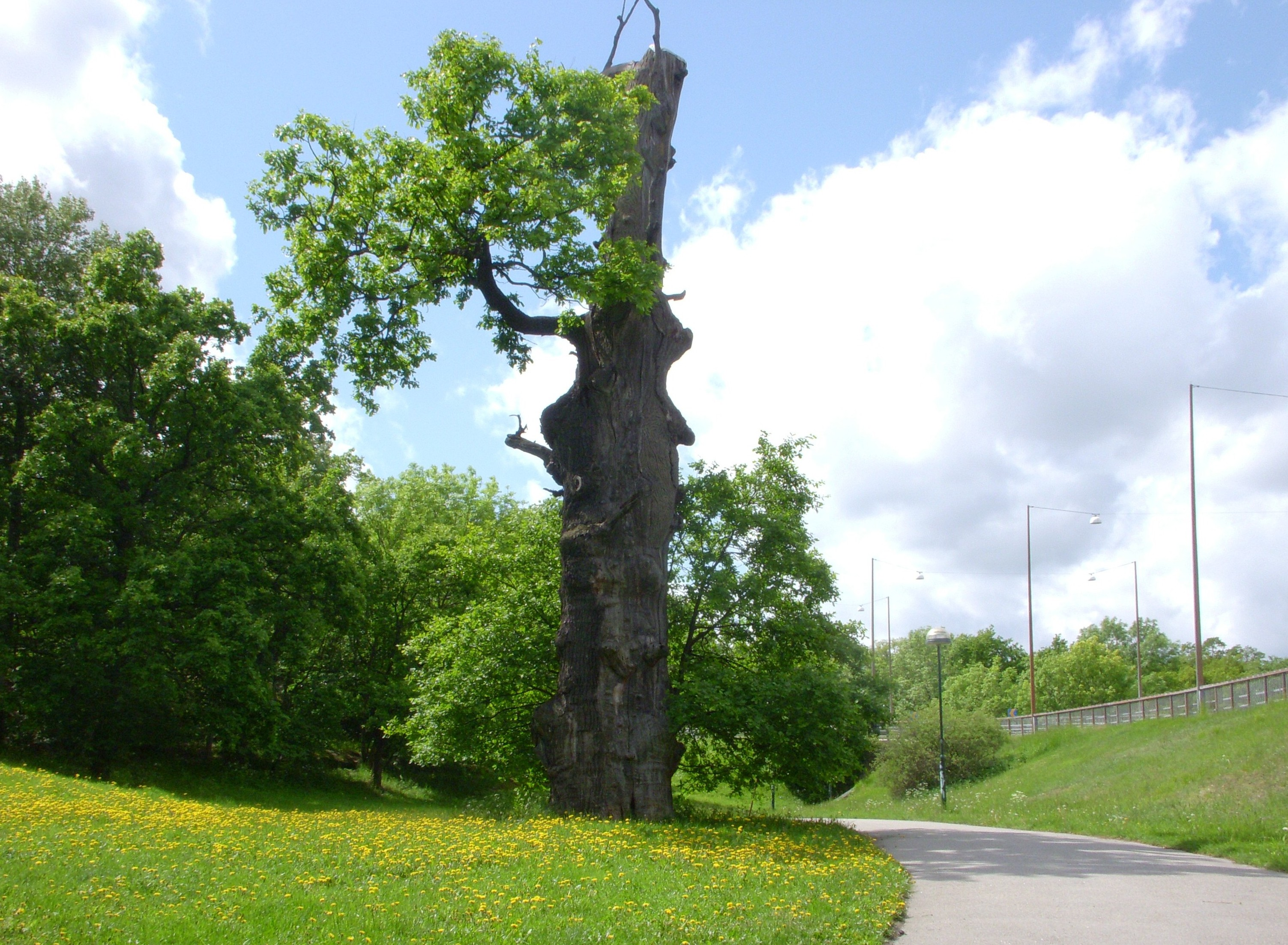
Birger jarls ek i Stockholm, maj 2011.

- Kvilleken, även kallad Rumskullaeken, i Norra Kvill i Småland anses vara den äldsta eken i Sverige. Åldern har beräknats till cirka 1 000 år. Dess omkrets är 14 meter.[24]
- Birger jarls ek står mitt i Essingeledens trafikplats Kristinebergsmotet på västra Kungsholmen i Stockholm. Eken är uppemot 800 år gammal och därmed lika gammal som Stockholm, och bär därför namnet efter stadens grundare Birger jarl. Eken har fortfarande lite liv i sig, som visar sig i en grönskande gren och utgör numera högsta naturvärde, naturvärde klass 1, vilket motsvarar naturreservat.[25]
- Eken vid Karl XI:s fiskartorp, populärt kallad Eken i väggen, är en ek inom området Fiskartorpet i Kungliga nationalstadsparken på Norra Djurgården i Stockholm som antas började växa samtidigt som Karl XI uppförde sitt lilla fiskartorp i det inre av Husarviken omkring år 1680. Eken som nu är omkring 320 år har växt in mot väggen på torpet, och hotar flytta hela huset, även om det kommer att ta tid. Avverkningsförbud av ekar inom parken och bevarande av kulturminnesvärda hus har således betytt alldeles speciella utmaningar för Djurgårdsförvaltningen vid underhållet av huset.
- Prins Eugens ek är en mäktig ek på Södra Djurgården i Stockholm som växer i parken vid Waldemarsudde. Eken anses vara den största levande på Djurgården. Den var ursprungligen trestammig. 2006 var Prins Eugens ek 21 meter hög med en omkrets av 9,2 meter och en volym på 45  kubikmeter. Åldern uppskattas till mellan 300 och 400 år – enligt vissa källor till och med 1 000 år.[26]
- TV-eken kallades den månghundraåriga ek på Oxenstiernsgatan, Östermalm i Stockholm. Namnet härrör från ekens placering utanför TV-huset. Ett tidigare namn var Radiohuseken.[27] Eken sågades ner under natten den 25 november 2011 under stora protester.
- Snapphaneeken i Sölvesborg, en gammal ek, som enligt sägnen lär ha använts för hängning av snapphanar.
- Kungseken vid Knappfors, norr om Karlskoga, sägs vara en ek varunder hertigarna Johan och Karl konspirerade mot sin bror, Kung Erik XIV.[28]
- Kungseken strax söder om Uppsala har ryktats vara motivet för Sparbankseken.[källa behövs]

## Bilder

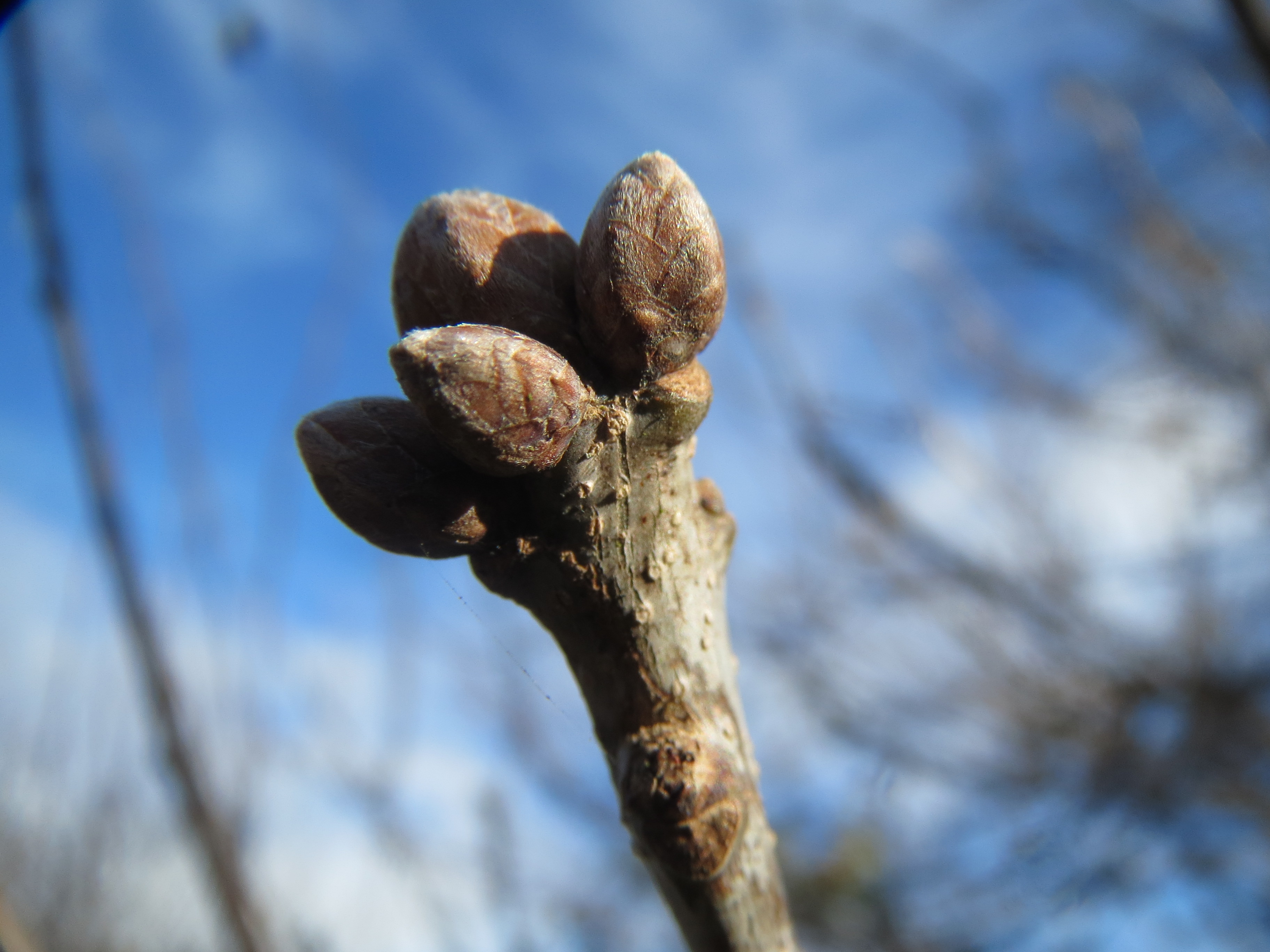
Knopp med flera ollonanlag
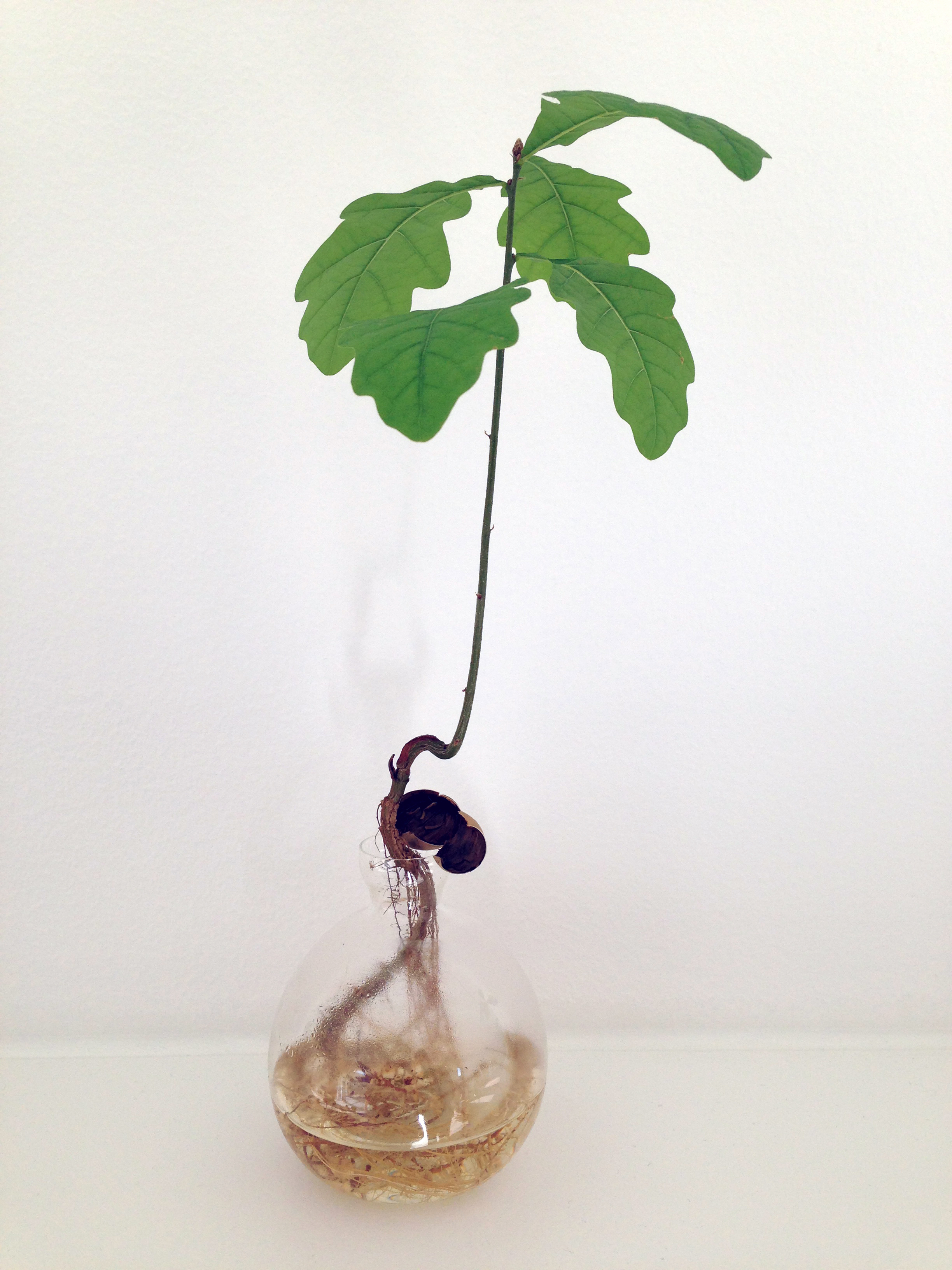
En ung ek
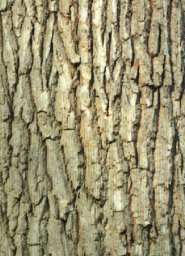
Ekens bark
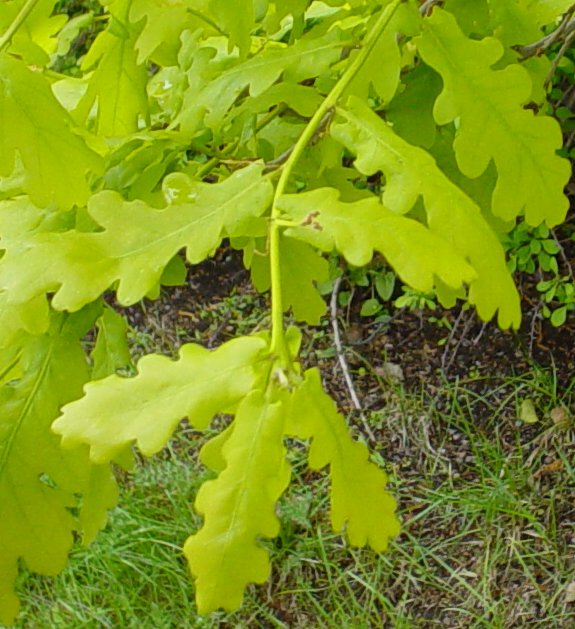
Späda ekblad
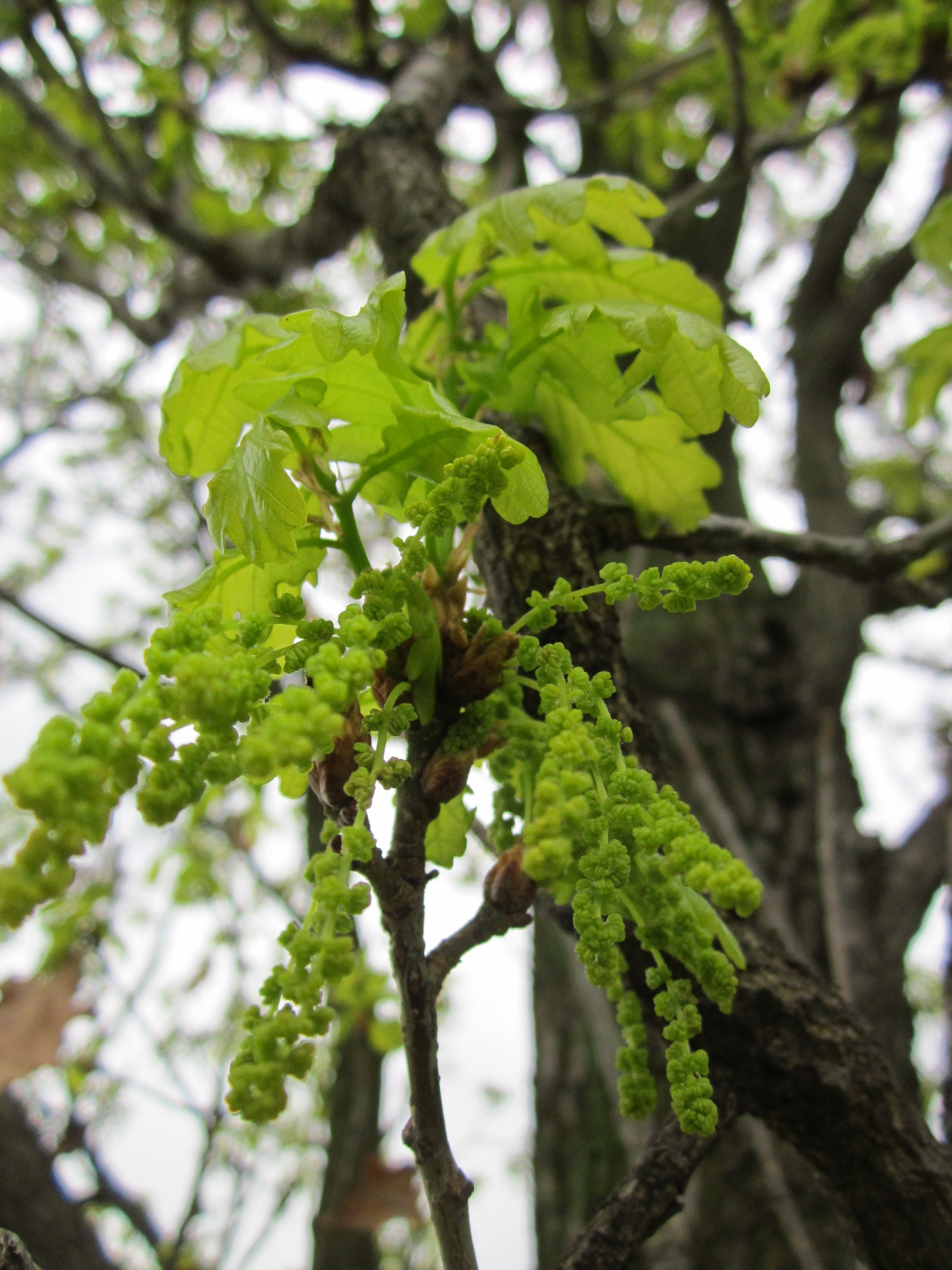
Blommande ek
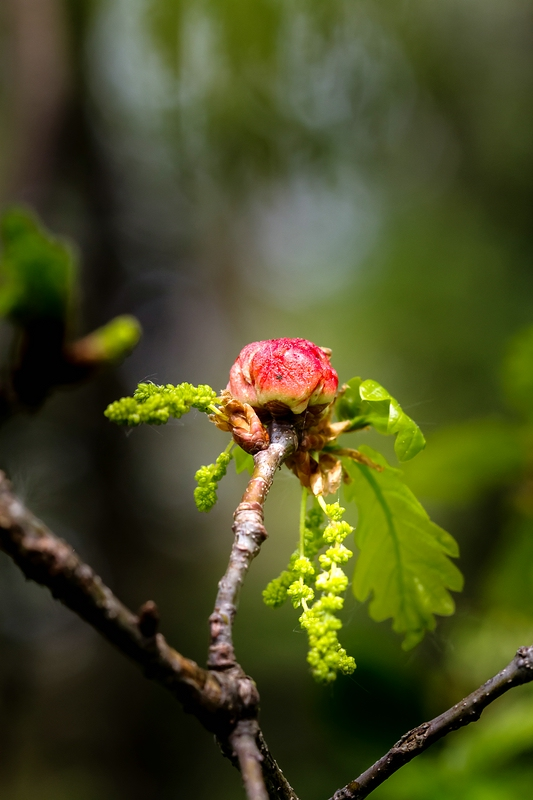
Ekblomma
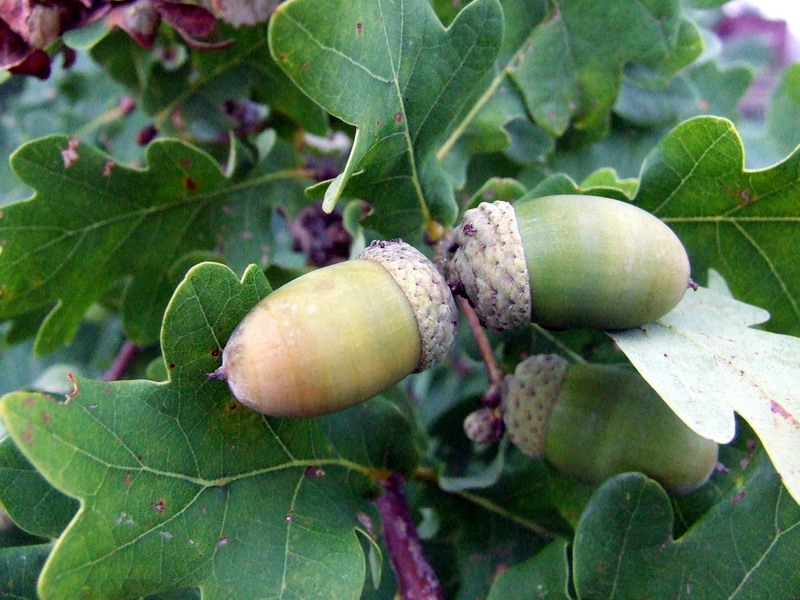
Halvmogna ollon
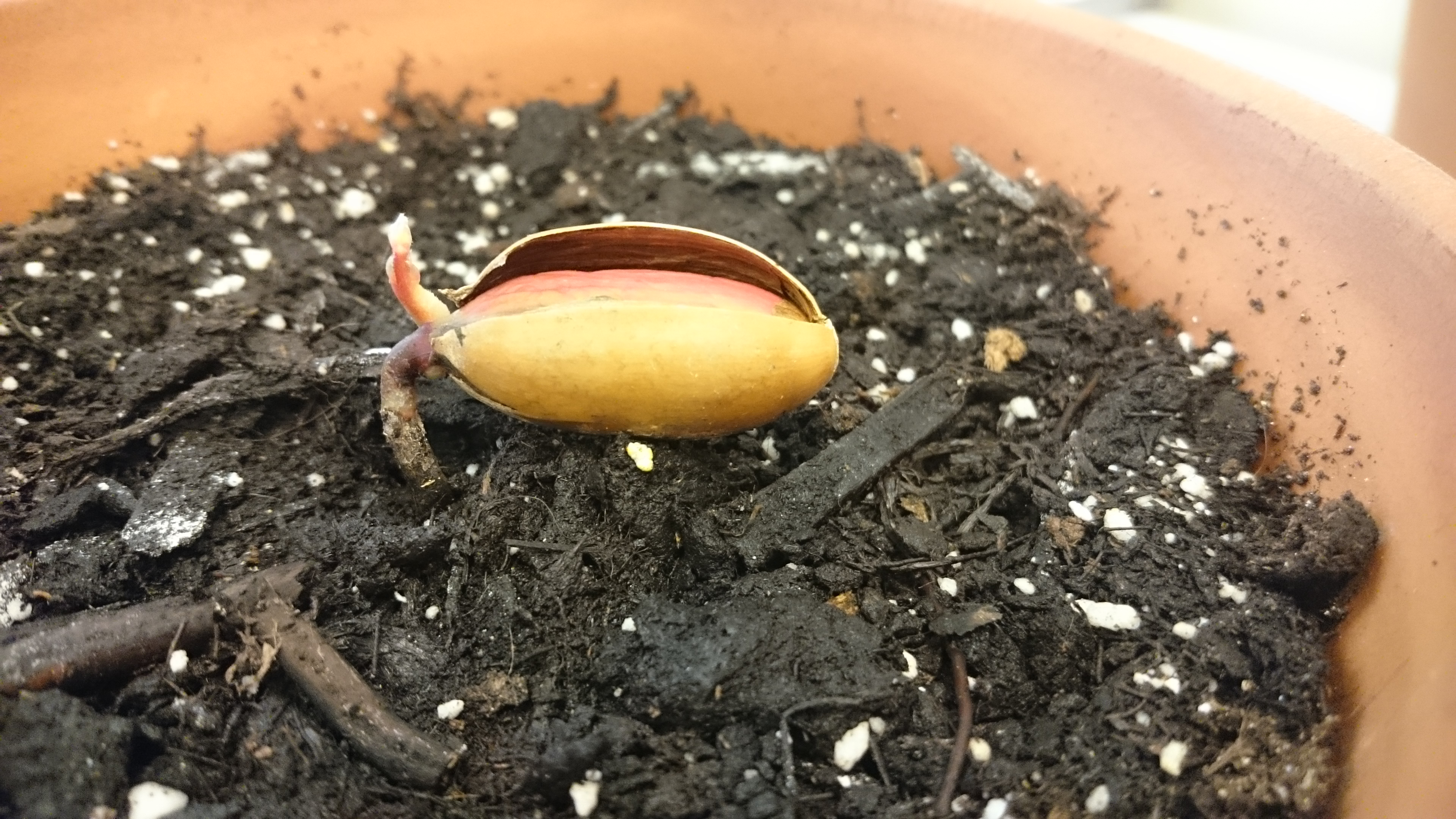
22 dagar efter "sådd" syns början till stam skjuta uppåt, och rotanlag dra nedåt
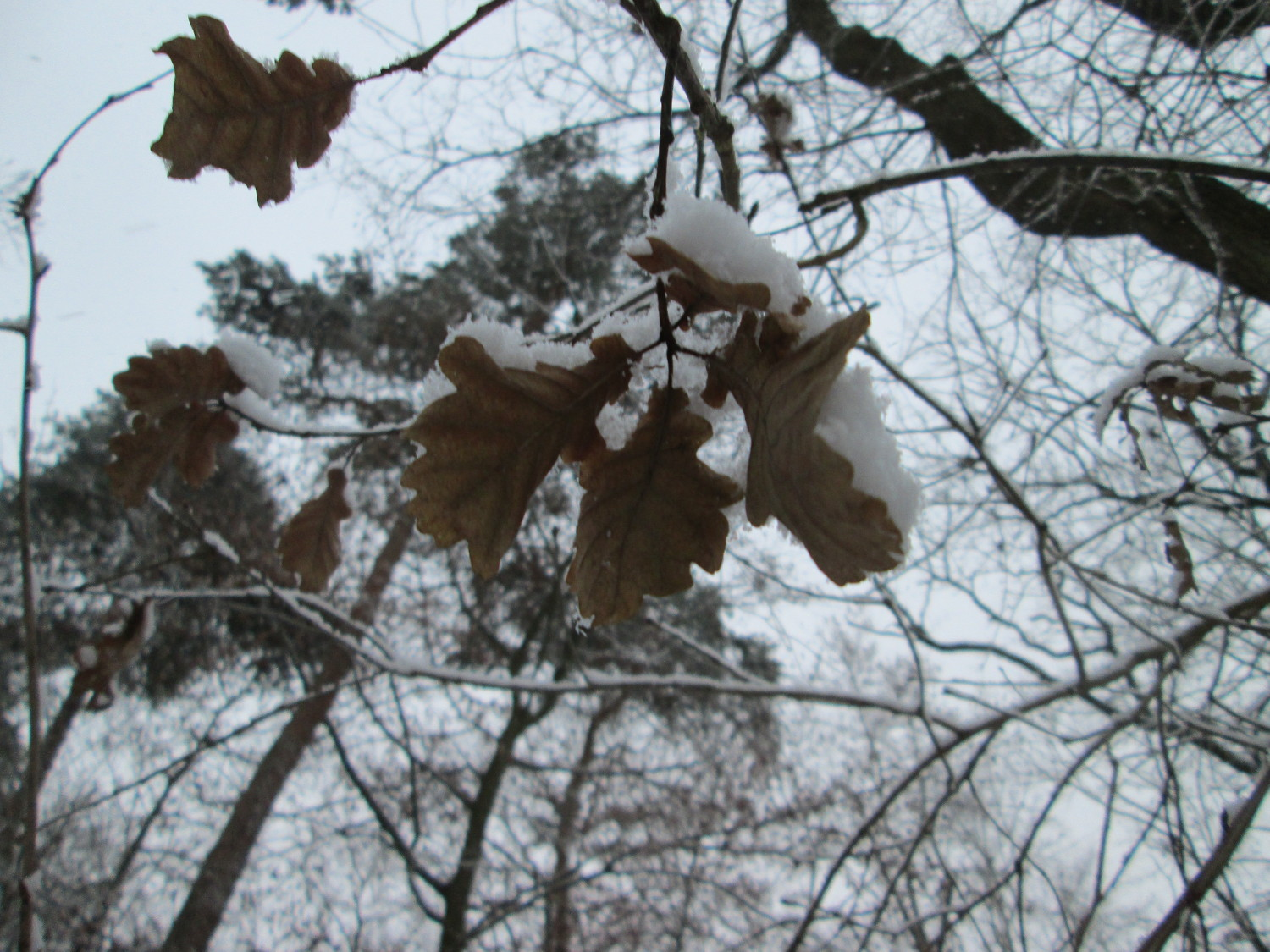
Vissna löv kan hänga kvar på trädet hela vintern Men somliga träd fäller bladen på hösten, skäl till skillnaden oklar
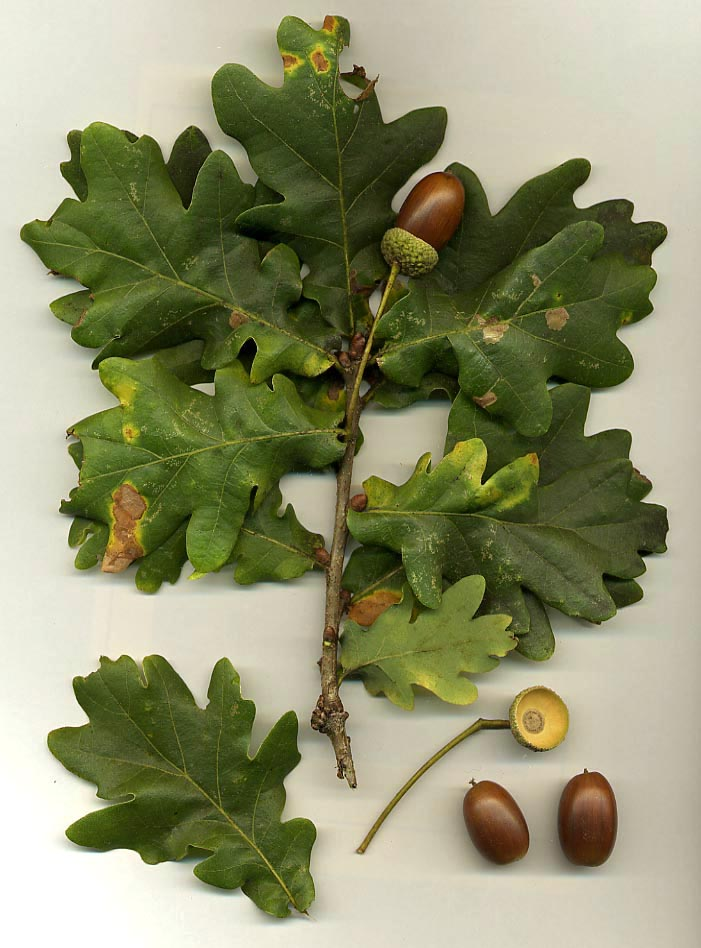
Ekblad och mogna ekollon
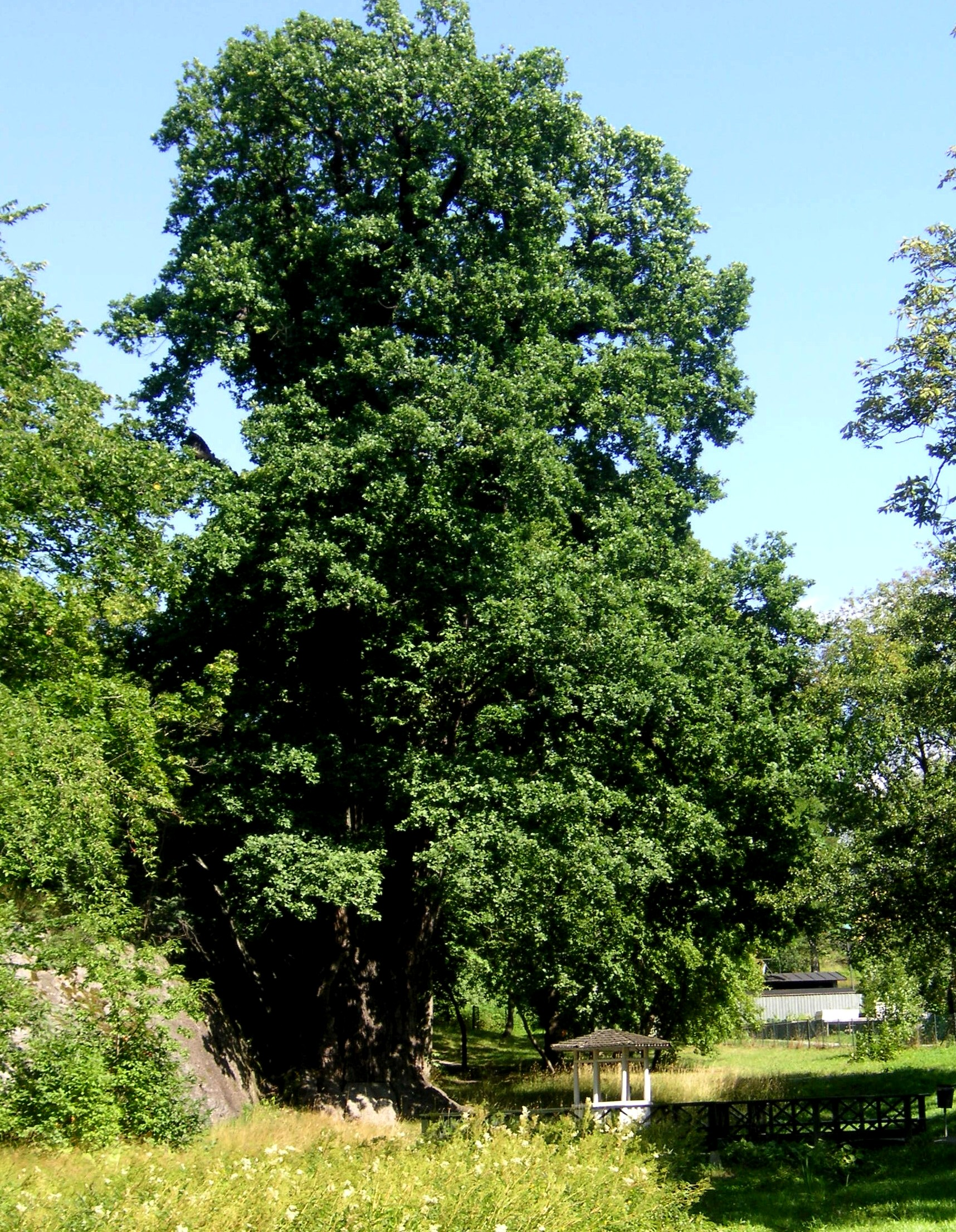
Prins Eugens ek
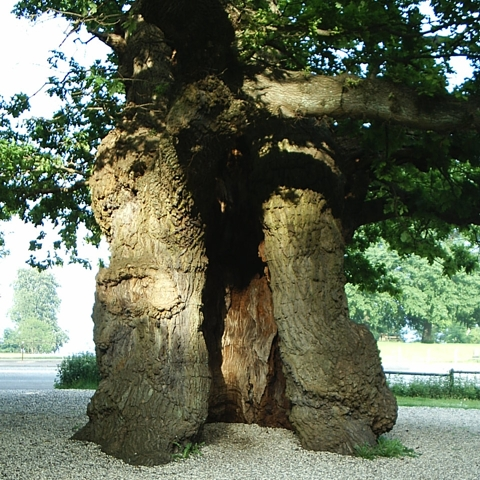
Ekar kan bli mycket ihåliga, och ändå leva vidare
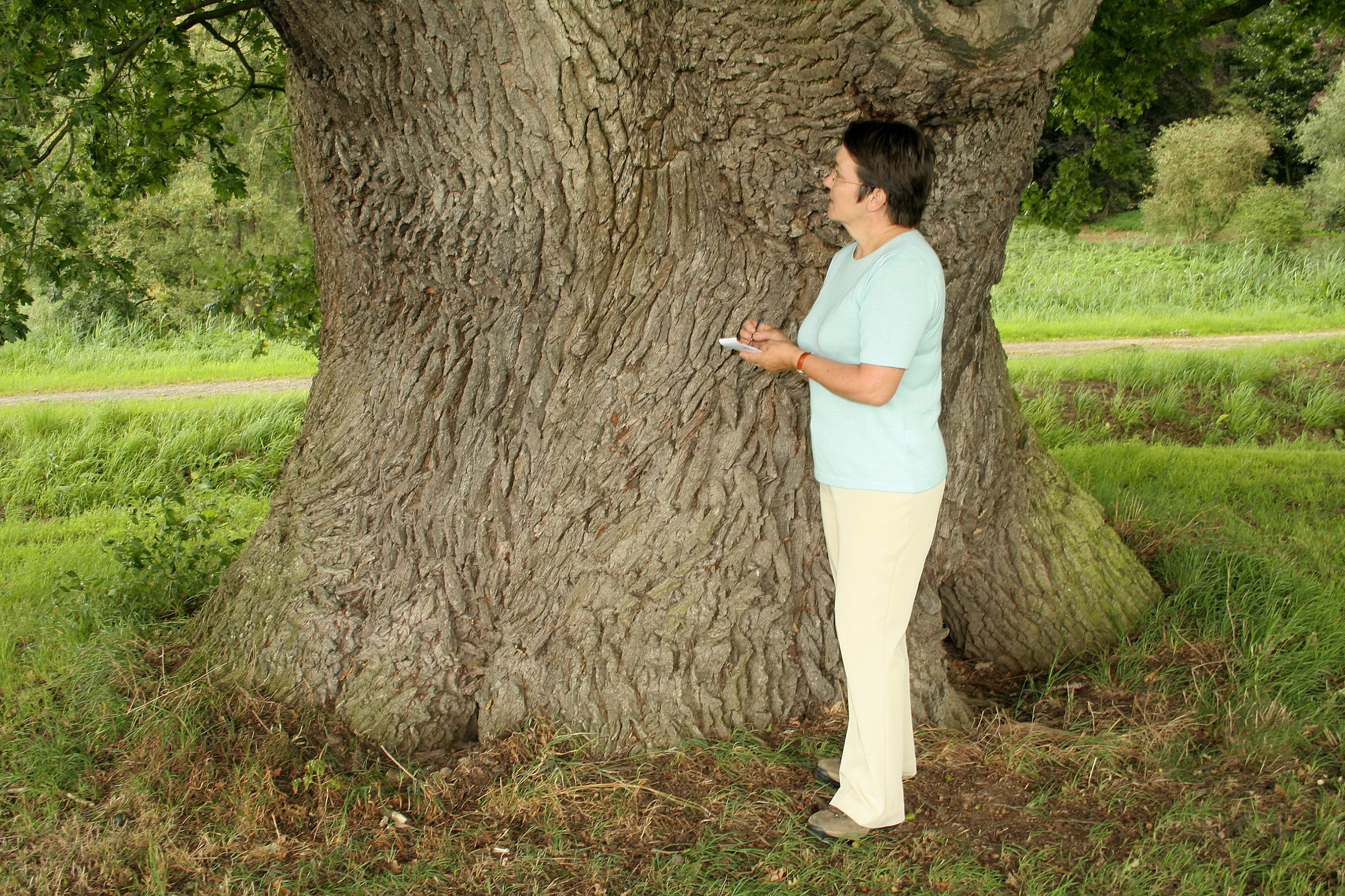
Gamla ekar kan få mycket grova stammar
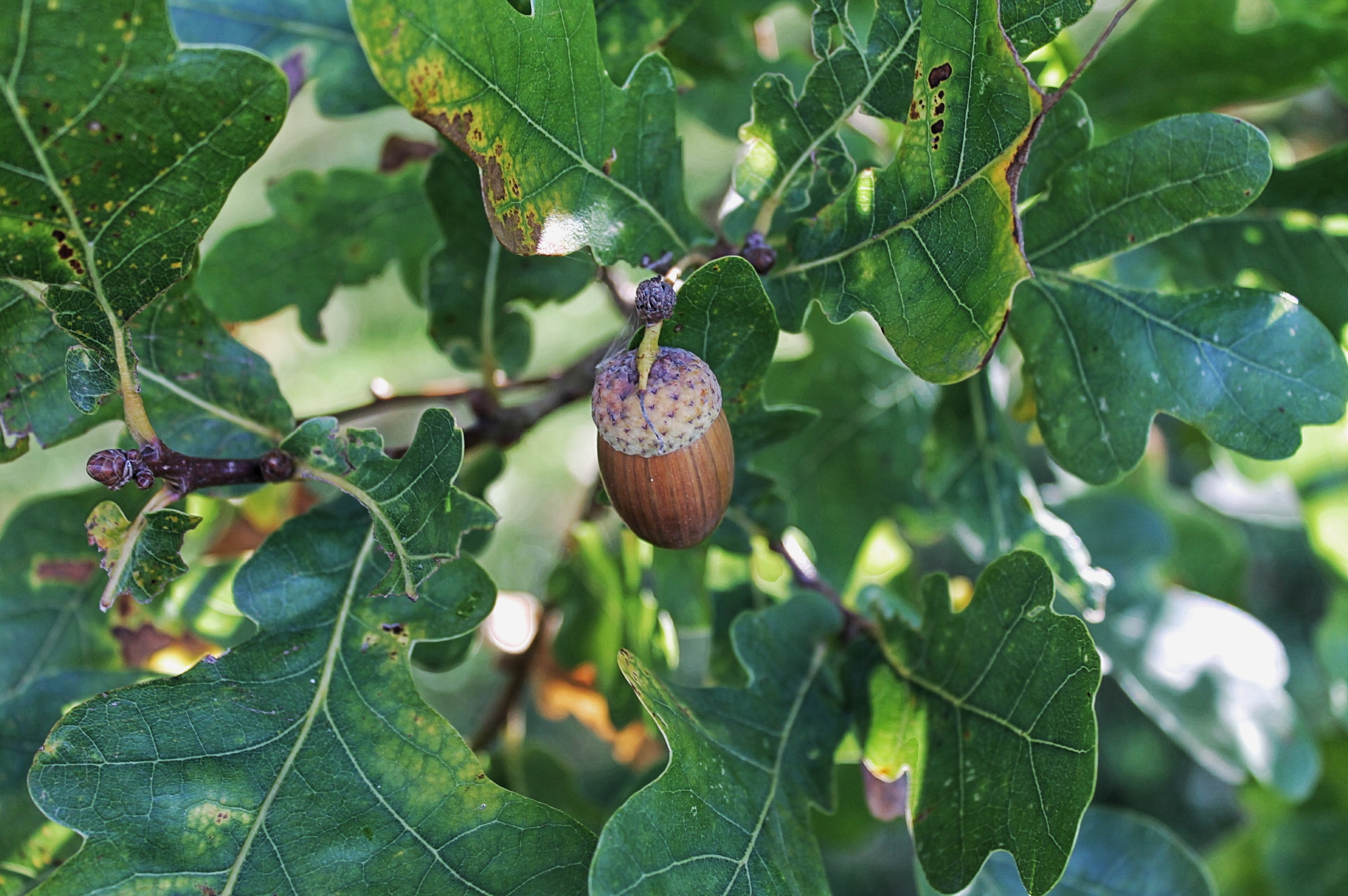
Nästan moget ekollon
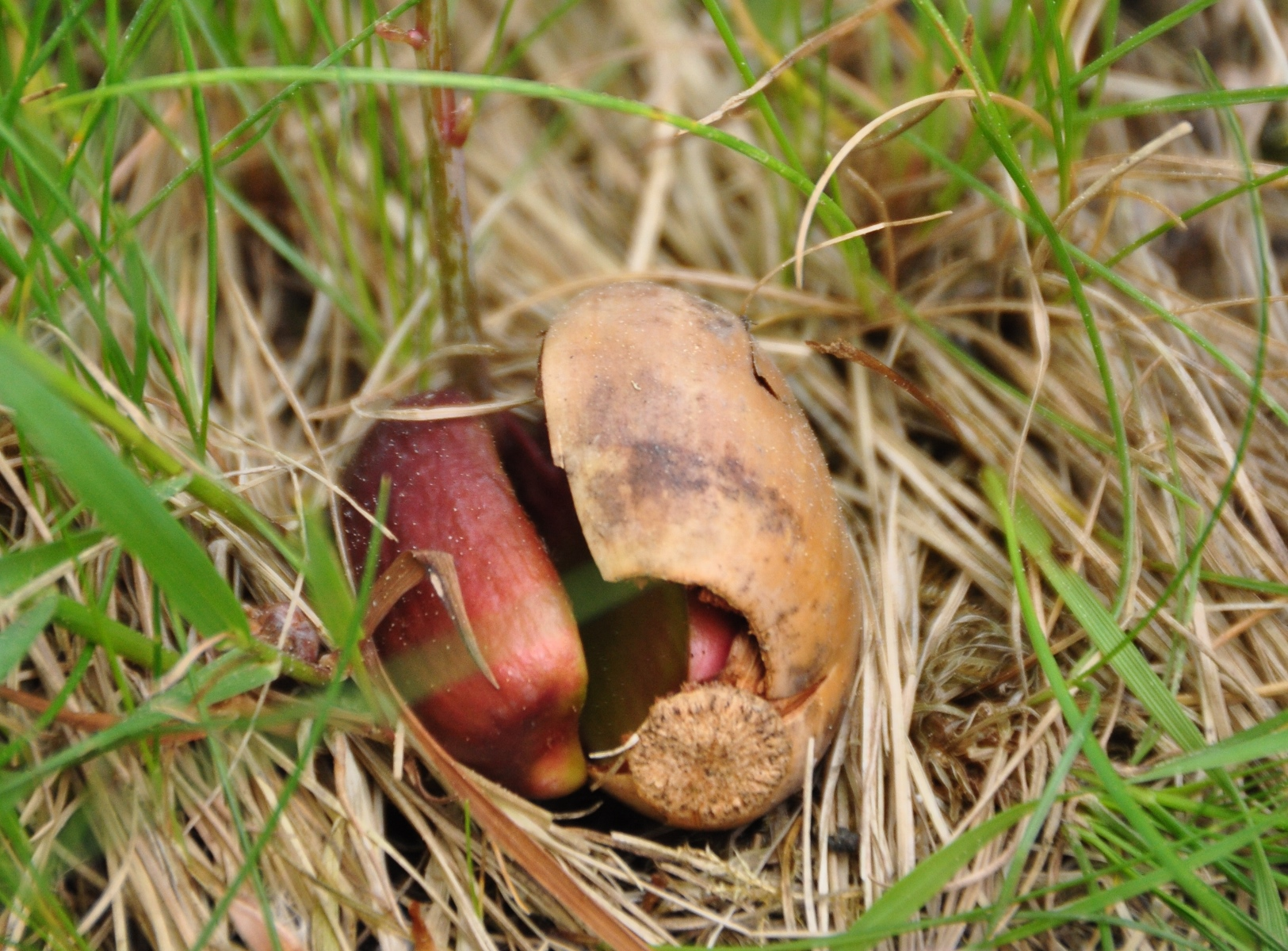
Ett skott skjuter upp från ett sprucket ollon
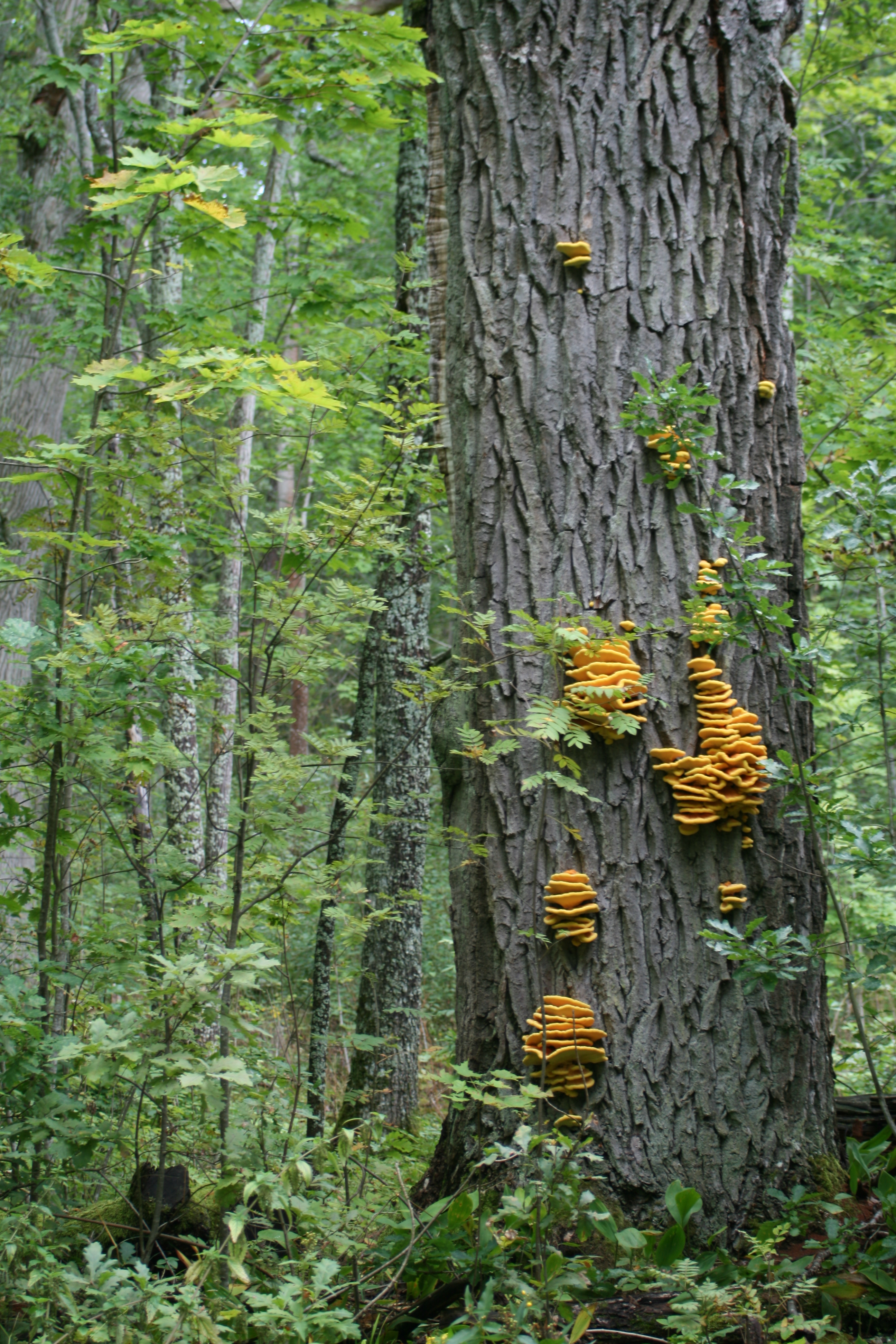
Svampangrepp på ek
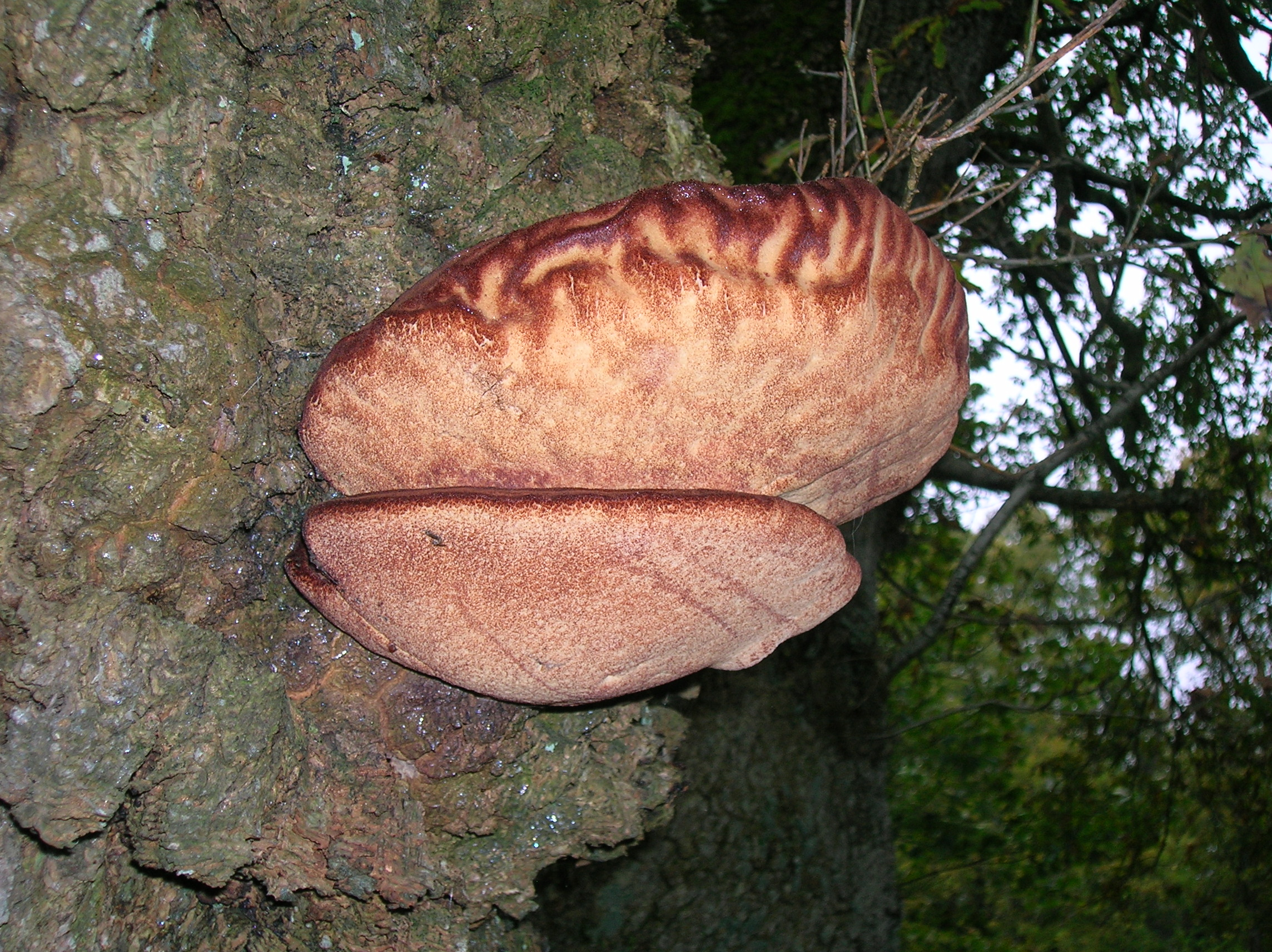
Oxtungsvamp Fistulina hepatica
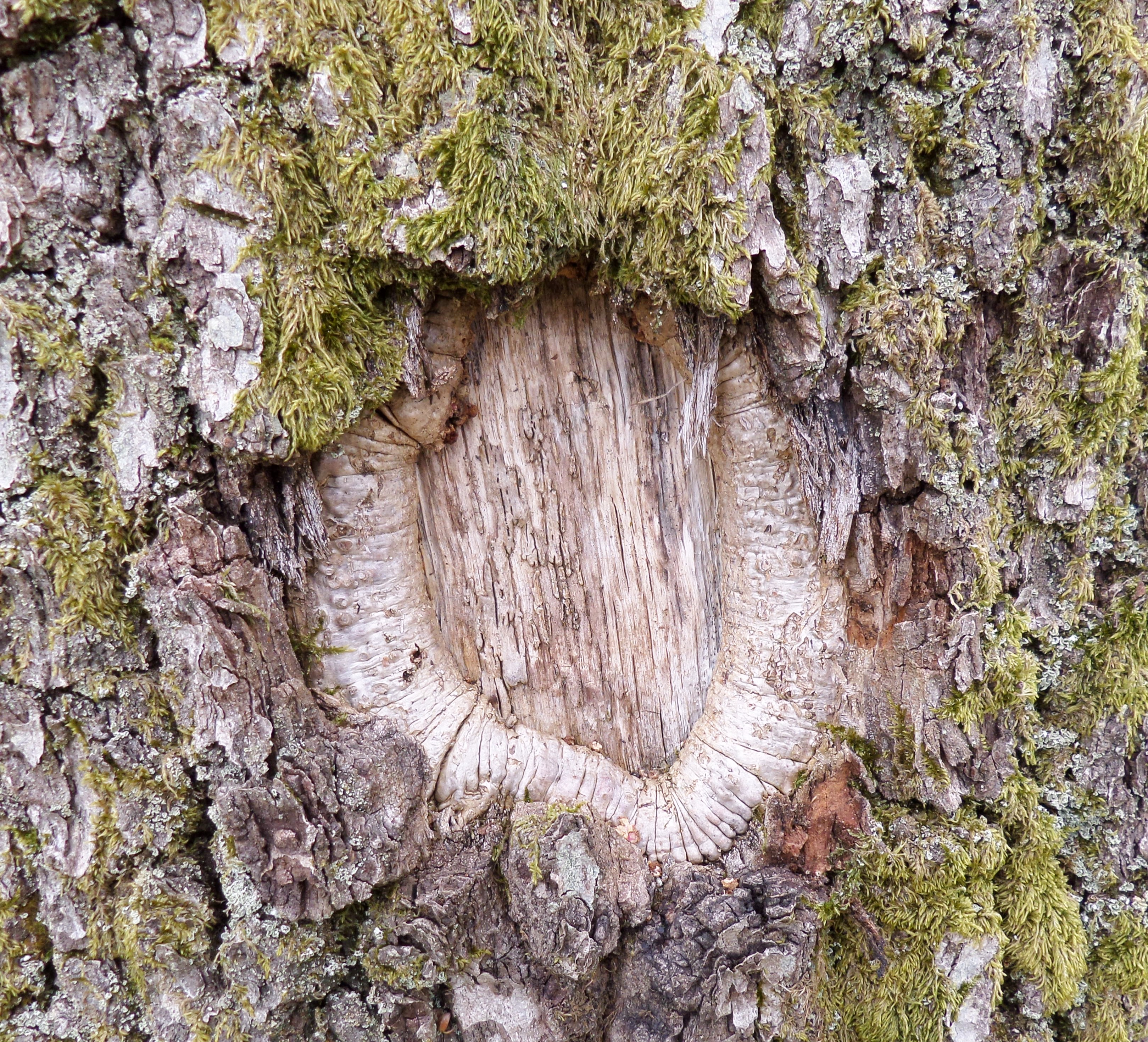
Efter en mekanisk skada växer barken åter
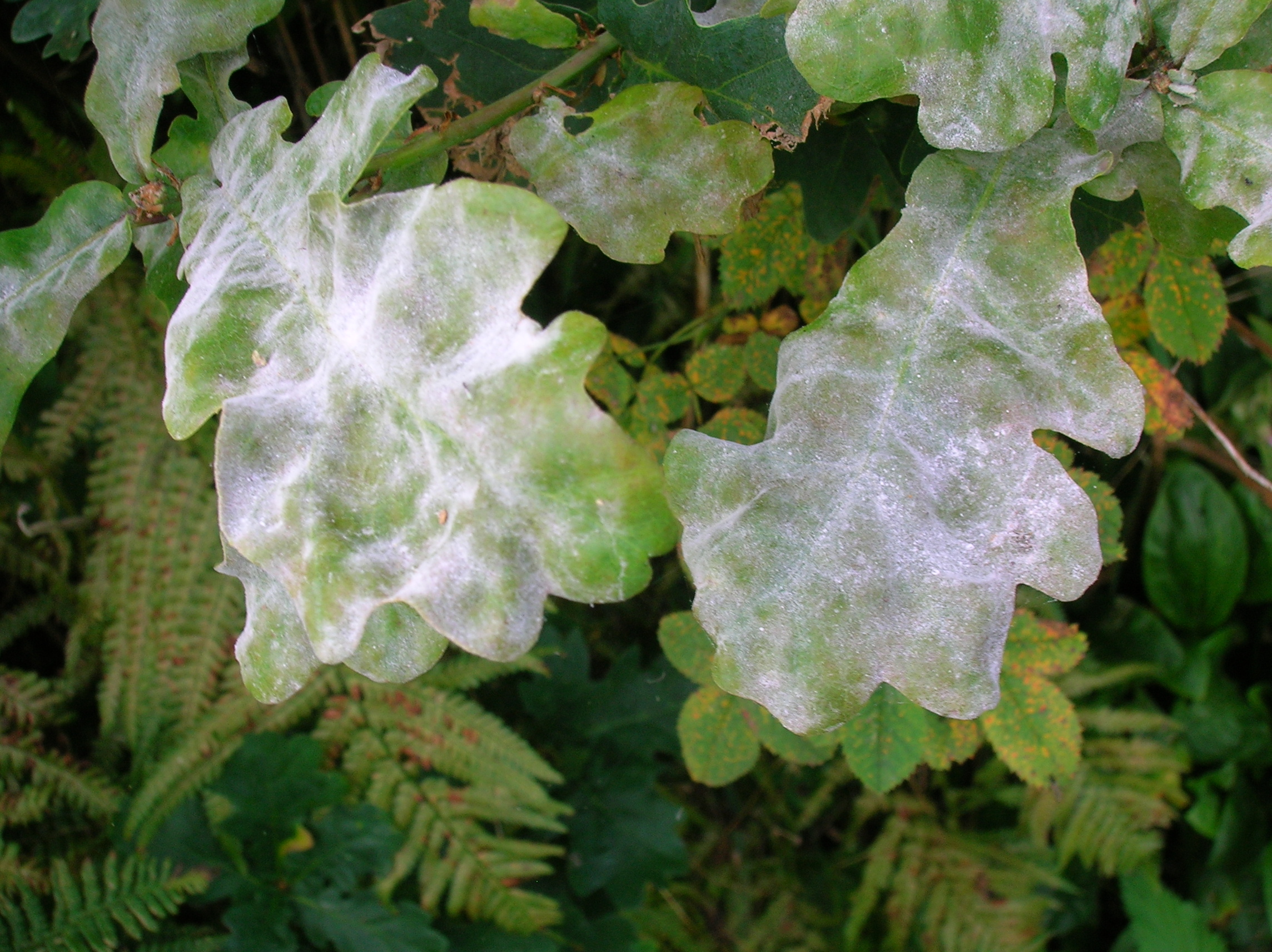
Ekmögel Microsphaera alphitoides
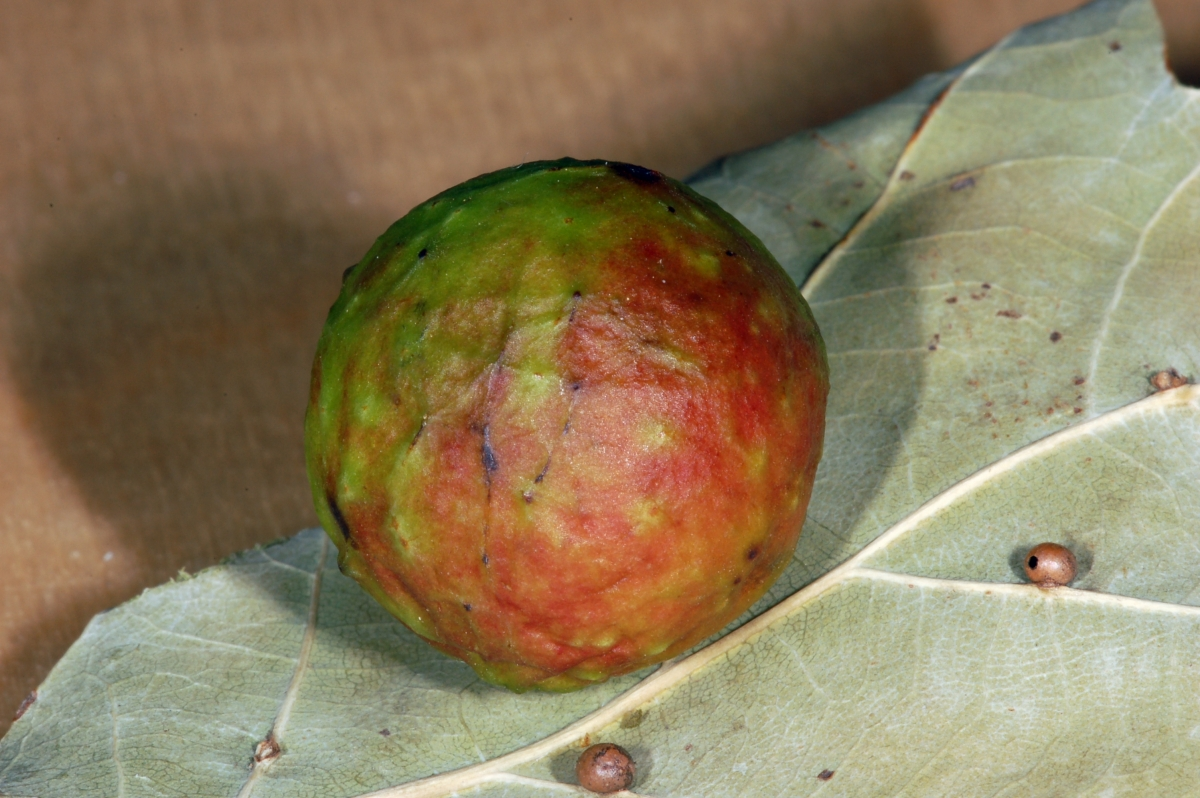
Gallbildning orsakad av gallstekeln Cynips quercusfolii
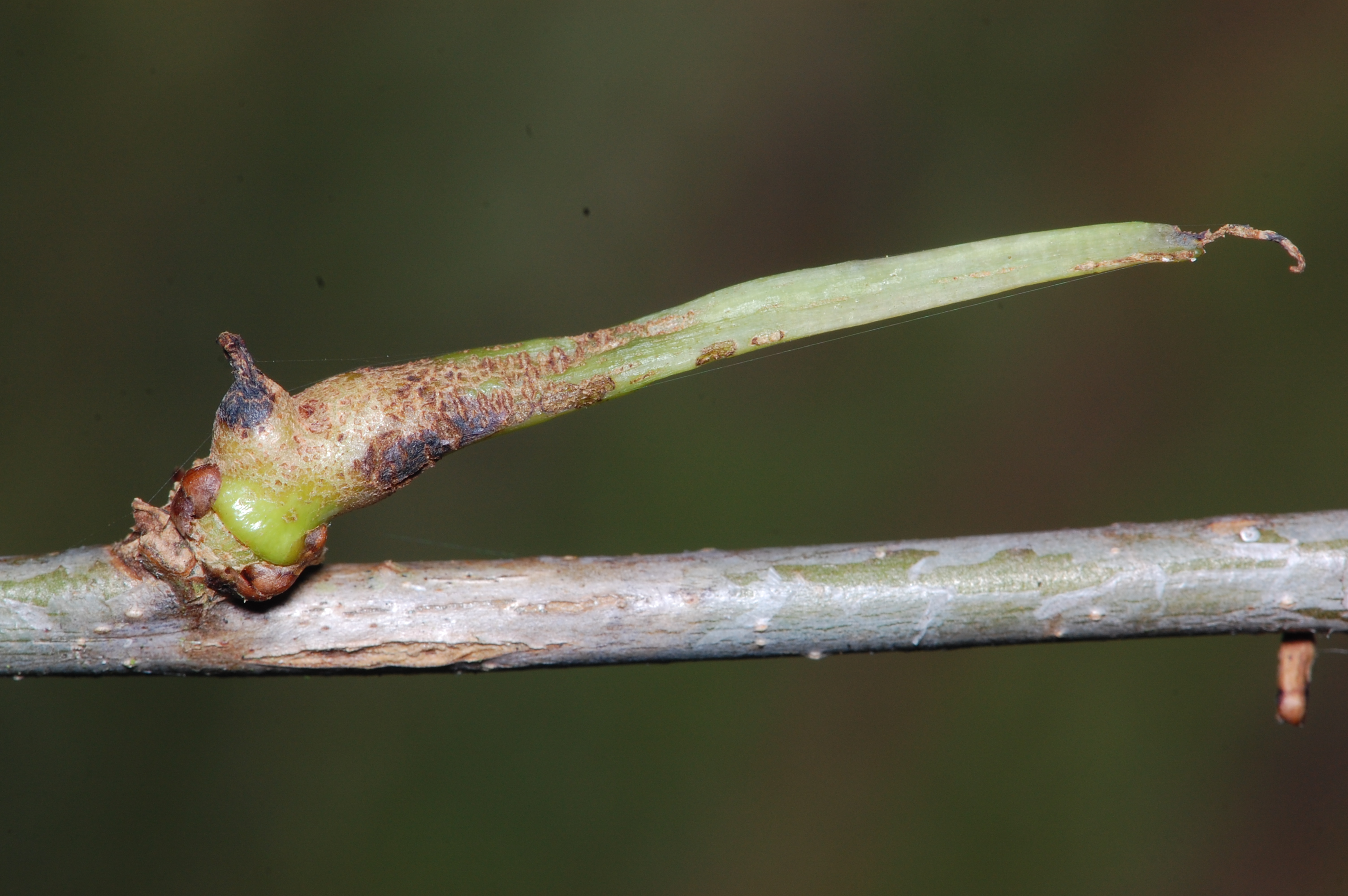
Gallbildning sedan en hona av Andricus aries lagt ett ägg i klykan